# میددی
میددی (به انگلیسی: Mid Day) روزنامه چاپ عصر هندی است که دفتر مرکزی آن در مومبای قرار دارد.